# Центральный городской парк Винницы
Центральный городской парк Винницы (до 2022 г. Центральный Парк культуры и отдыха им. Леонтовича, ЦПКИО им. Леонтовича) — парк-памятник садово-паркового искусства общегосударственного значения в Виннице, расположенный в центре города, традиционное место отдыха многих жителей и гостей города.

## Общая информация
Парк культуры и отдыха им. Горького расположен в центре Винницы — между улицами Соборной (центральная), Магистратская и Хмельницким шоссе.
Парк основан в 1936 году. Площадь парка составляет 40 га.
На территории парка расположены многочисленные памятники (Максиму Горькому (убран в 2022 году)  возле центрального входа, воинам-афганцам, сечевым стрелкам, погибшим милиционерам), а также «Аллея славных земляков», работают объекты досуга и отдыха: киноконцертный зал «Радуга», стадион, каток, городской планетарий, многочисленные аттракционы и игровые автоматы.
За более чем 70-летнюю историю существования парк всегда был местом празднований как общегосударственных, так и местных/городских событий и праздников. Хорошей традицией стало проведение в парке народных гуляний и праздников, сейчас, в частности, на День города, День Победы, День Независимости и тому подобное.

## История

### Досоветский период
Парк был создан на основе дубово-грабового массива, который занимал западную окраину тогдашней Винницы от земель магнатов Грохольских (Пятничаны), а также граничил с узким участком неплотных захоронений (до 5 га в дубовой дубраве) римско-католического кладбища и полоских усадеб.

### Советский период до 1946 года
Парк заложен в 1936 году.

#### Винницкая трагедия
Основная статья: Винницкая трагедия
В 1937-1941 годах сотрудники НКВД проводили массовые расстрелы во дворе дома, который граничил с парком, и хоронили расстрелянных на территории парка в массовых могилах. Уже во времена независимости Украины проведено расследование преступлений, в ходе которого общее количество эксгумированных тел достигло около 10 тысяч.
Во время немецкой оккупации в период Великой Отечественной войны парк был полностью разрушен.
24 января 1945 года после захвата города советскими войсками парк возобновляет свою работу.

### Советский период после 1946 года
Автором Генерального плана послевоенной реконструкции парка и проекта строительства Летнего театра в 1946—1947 гг. был архитектор Константин Бирюков.
Автором проекта главного входного ансамбля со стороны площади Гагарина в 1965—1967 г.г. был архитектор Роман Мархель.
Активная культурно-просветительская работа парка, забота об организации отдыха винничан привели к тому, что в 1969 году приказом Министерства культуры УССР парк стал методическим центром 4 областей и получил название «Центральный». За содержательную культурно-массовую, физкультурно-оздоровительную работу, уровень благоустройства парк неоднократно награждался памятными знаменами, вымпелами, дипломами, медалями и грамотами. Так, в 1986-89 годах парка присуждалось Переходящее красное знамя Министерства культуры СССР, который был пожизненно передано парка. В 1986 году коллектив парка был награжден Почётной грамотой Президиума Верховного Совета УССР к 50-летию со дня основания парка. В течение 40 лет украшал своими выступлениями все общегородские праздники и торжества ансамбль «Мелодия» при Парке (в Летнем театре).

### Парк во времена независимости
За времена независимости (после 1991 года) из-за нехватки средств для поддержания его в надлежащем состоянии, парк находился в запущении. В конце 1990-х начале  2000-х годов парк им. Горького вновь приобрел статус центральной зоны досуга и отдыха винничан и гостей города, восстановлена работа аттракционов, построены новые памятники, открылись новые заведения питания (ресторан «Европа»), а 2008 году на территории парка открыт каток с искусственным покрытием крытого типа «Ледовый клуб».
31 августа 2014 года винницкая организация «Кресов’яци» при поддержке Консульства Польши и общины города открыла на уцелевшей часовни остатков католического кладбища (юго-восточной части парка) две мемориальные таблицы.

## Растительность
Центральный городской парк Винницы находится на территории Литинского геоботанического района дубовых, грабово-дубовых и дубово-сосновых лесов. Площадь грабово-дубовых и грабовых лесов является незначительной
Дуб черешчатый преобладает на 2,75 га (13,3 % от озелененной площади). Это самые живописные участки парка. На незначительных по площади участках преобладают спутники дуба — ясень обыкновенный и липа сердцевидная. На большей части территории не доминирует ни один вид (здесь растут граб обыкновенный, клен полевой, клен остролистный, ясень обыкновенный, дуб черешчатый и т. п), то есть это бывшая дубрава, с которой удалено много дубов.

## Галерея

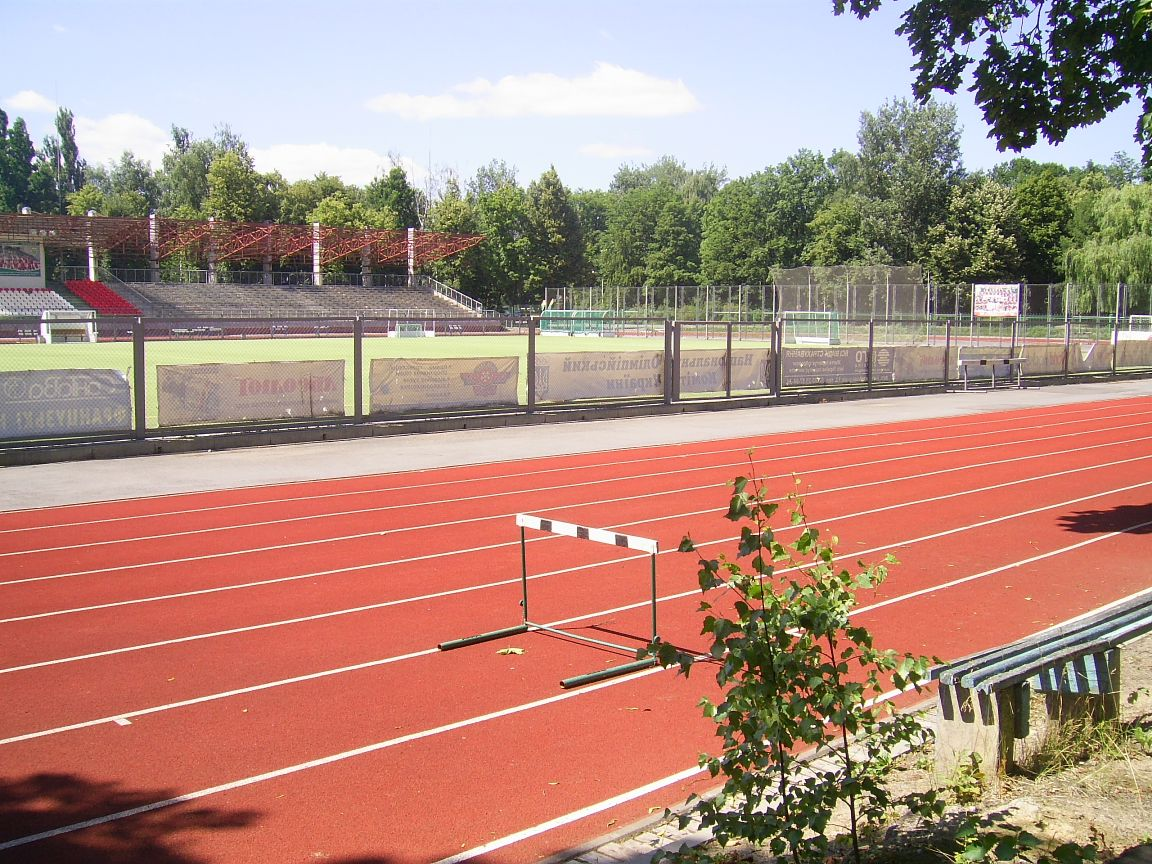
На Викискладе есть медиафайлы по теме Центральный городской парк Винницы  - Стадион для хоккея на траве
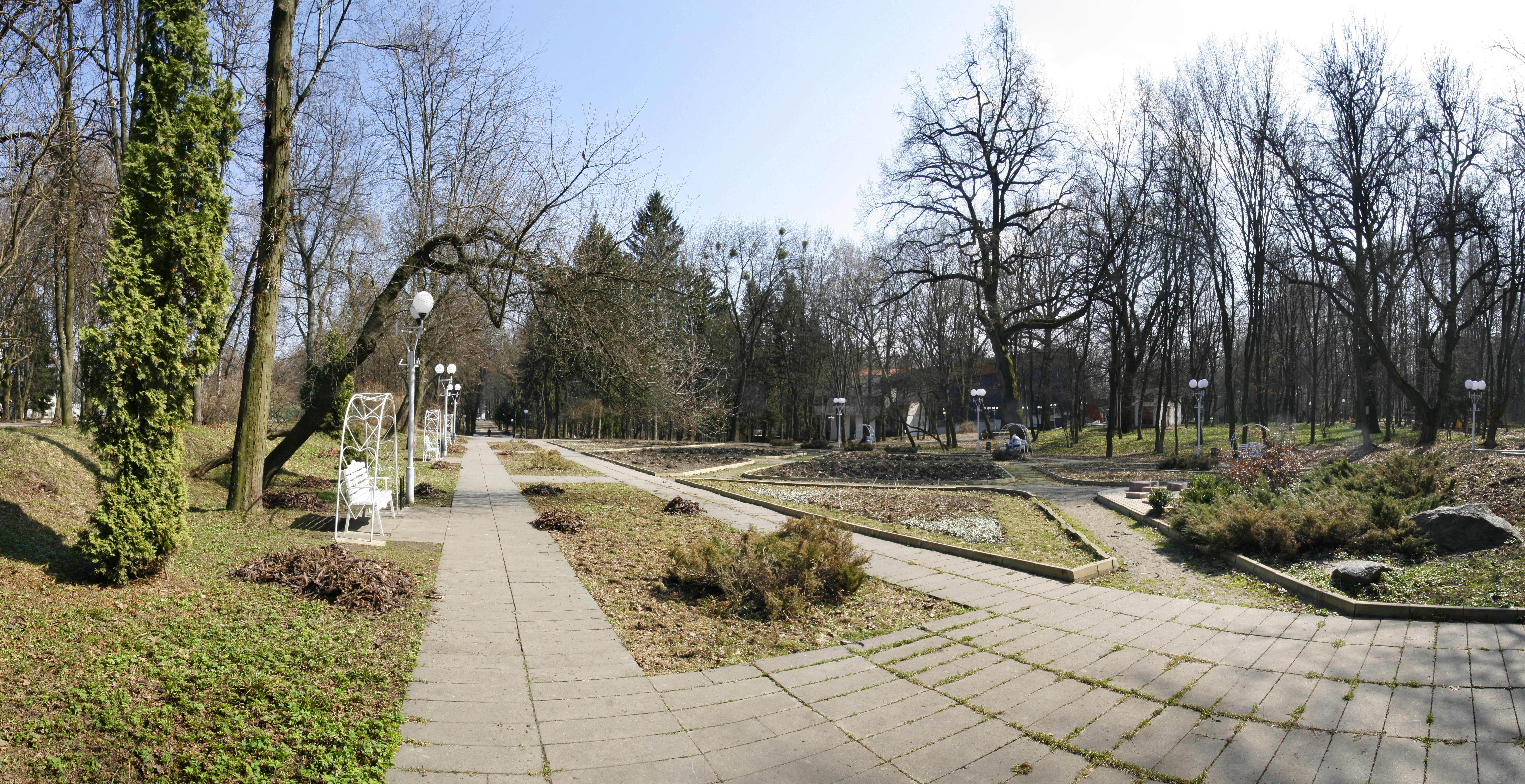
Аллея влюбленных
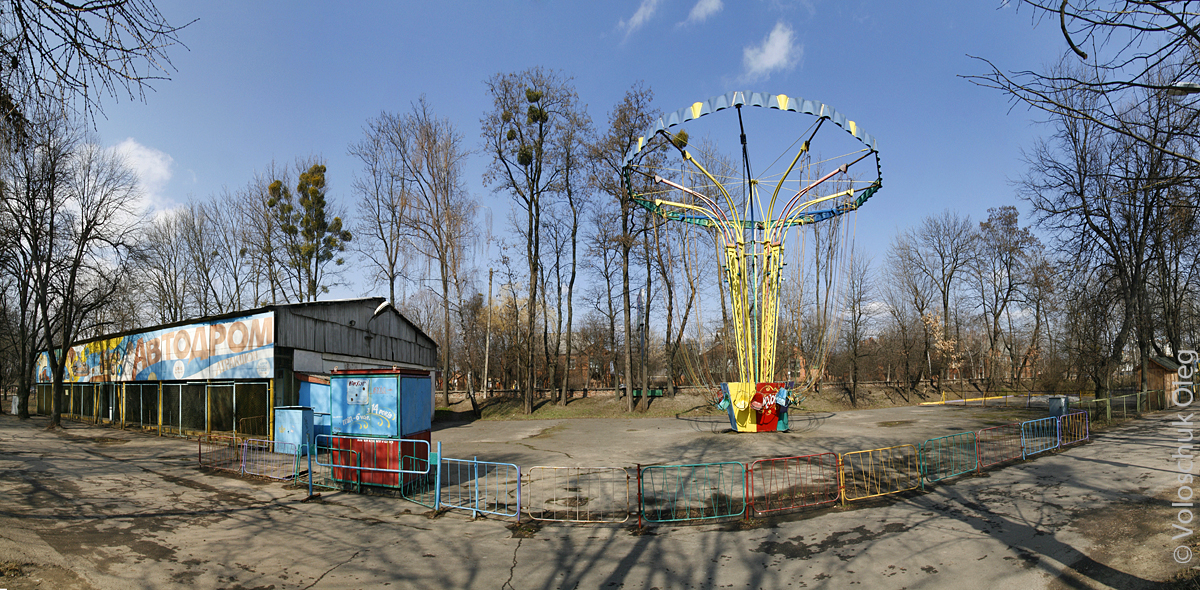
Аттракционы
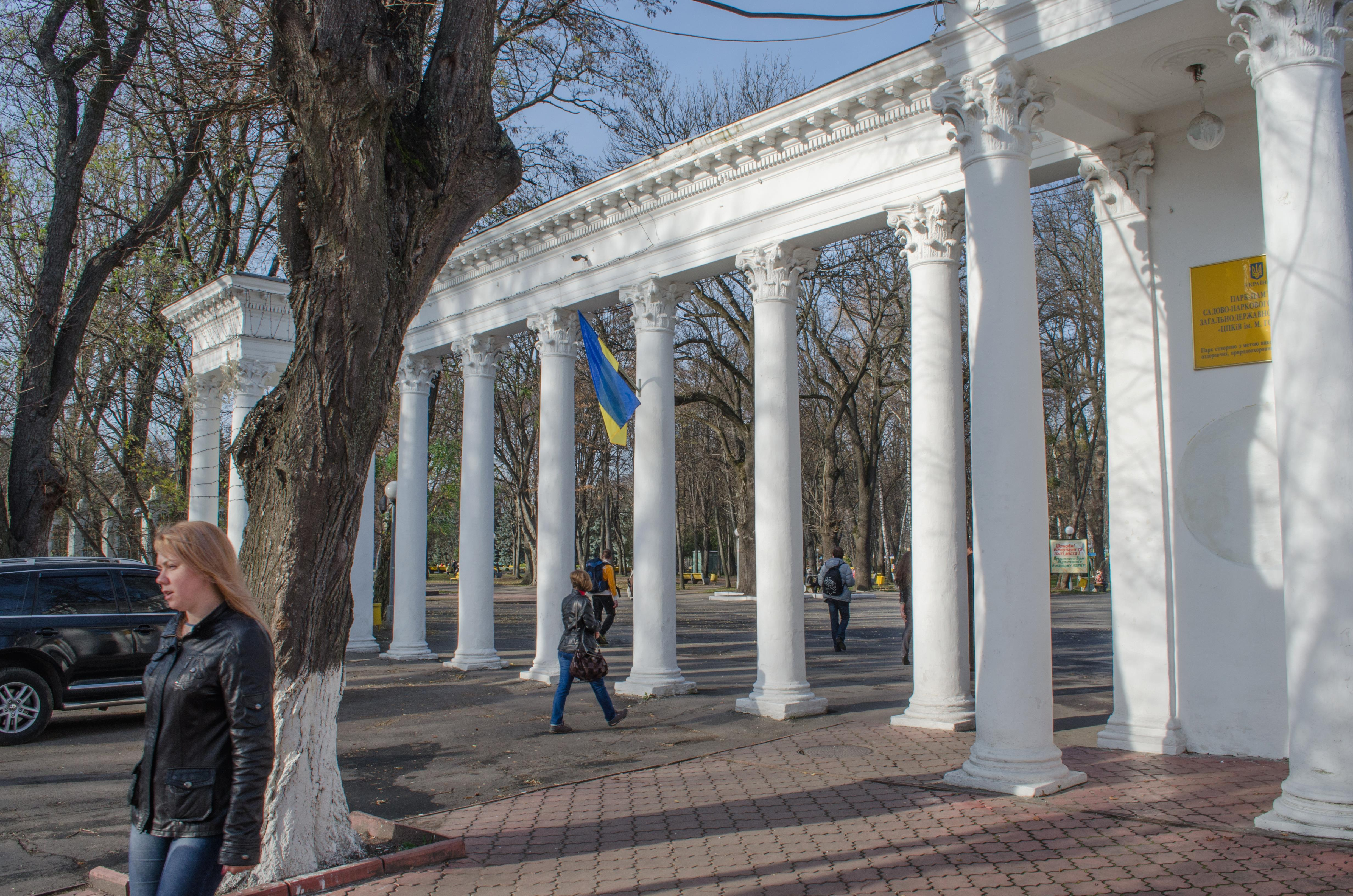
Вход с улицы Хлебной
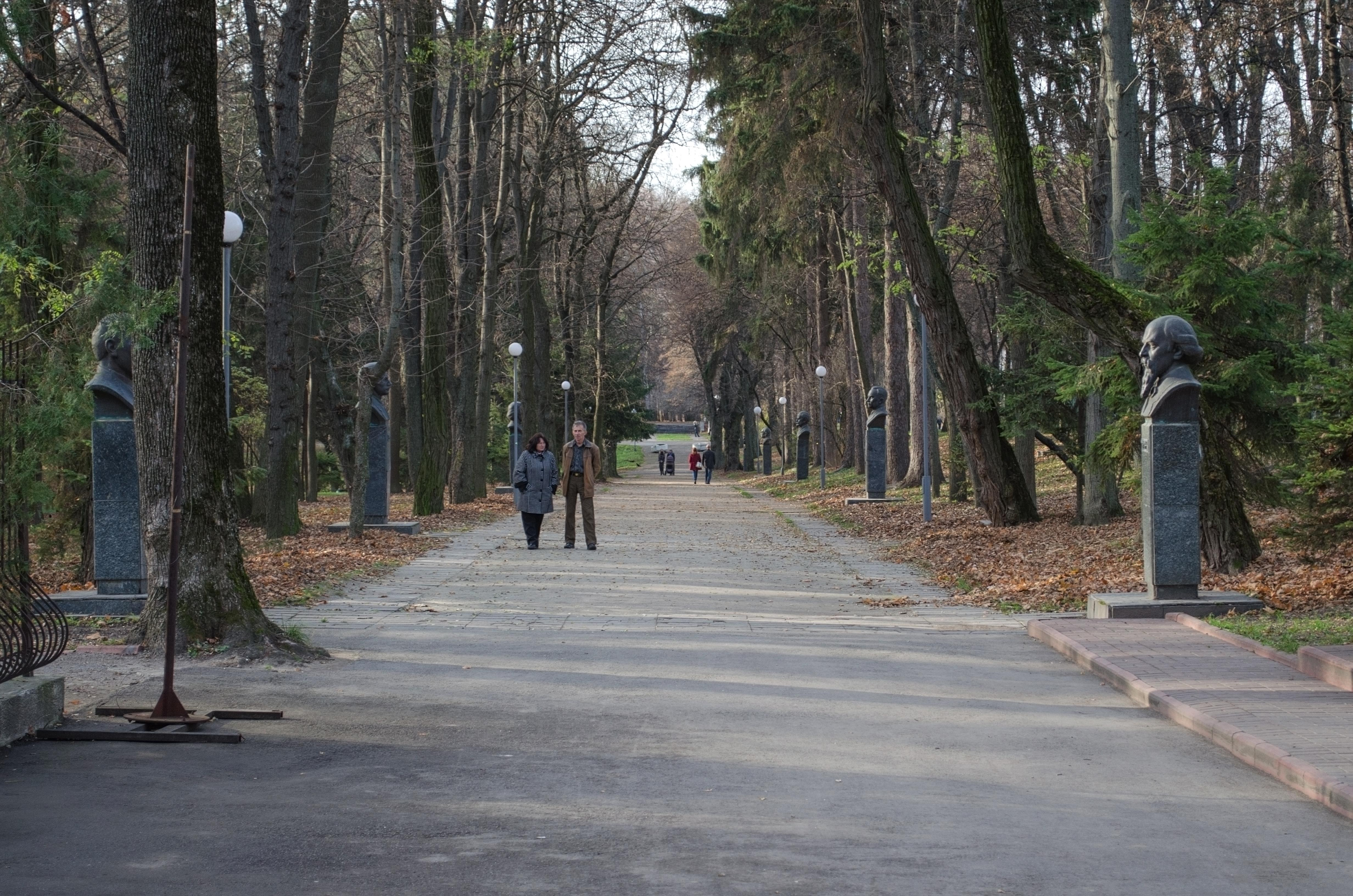
Аллея славных земляков
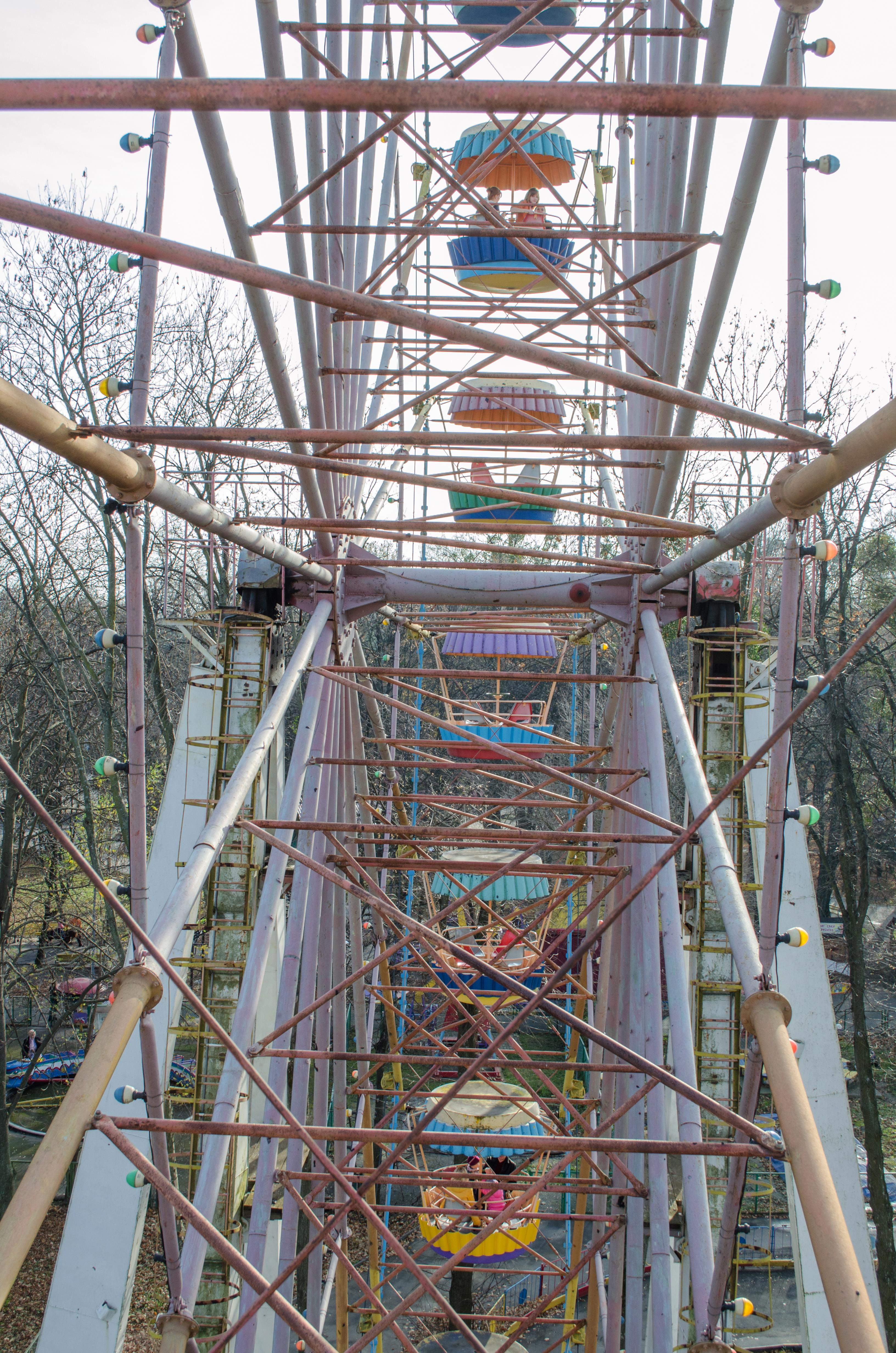
Колесо обозрения
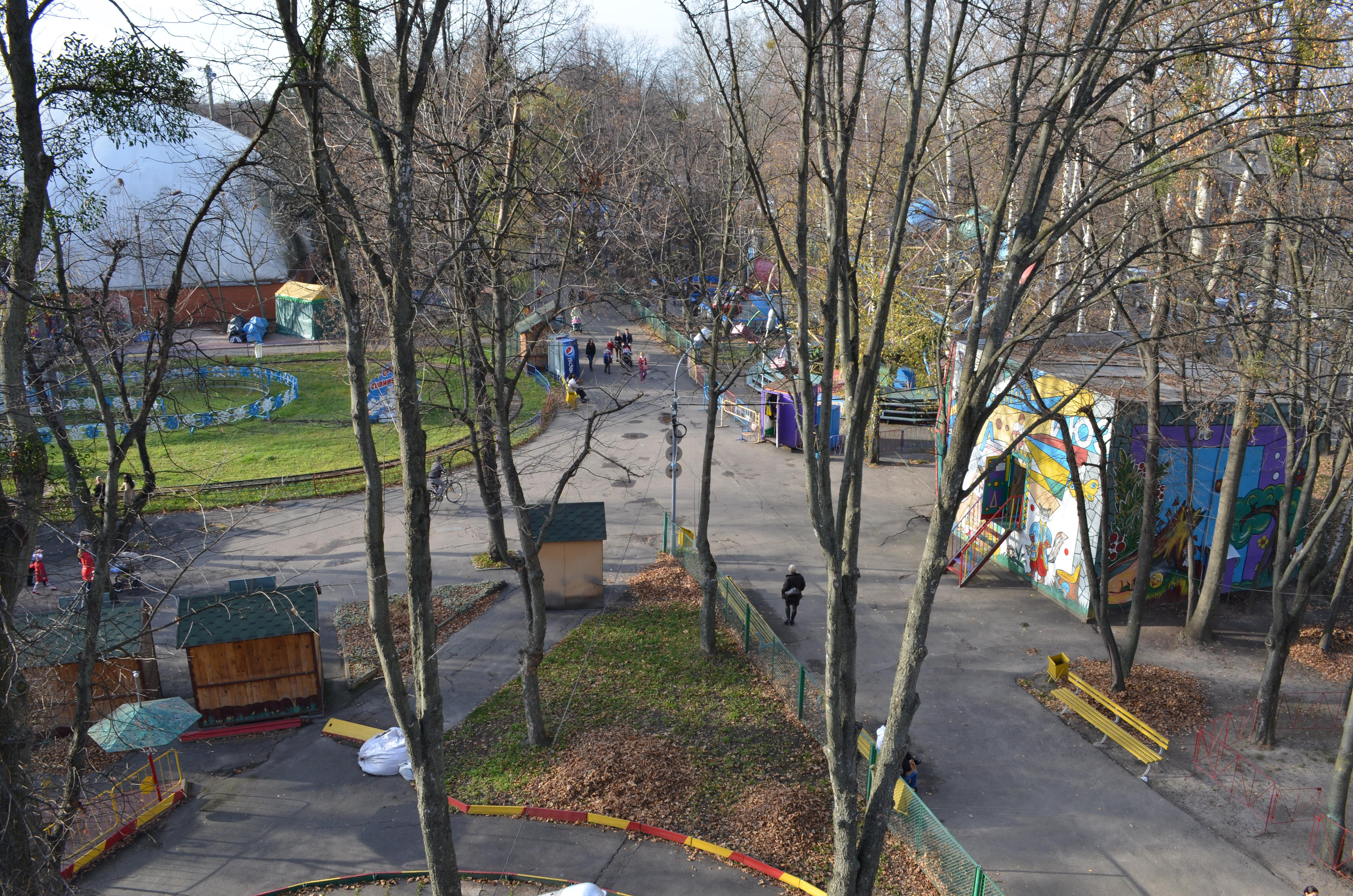
Вид с колеса обозрения
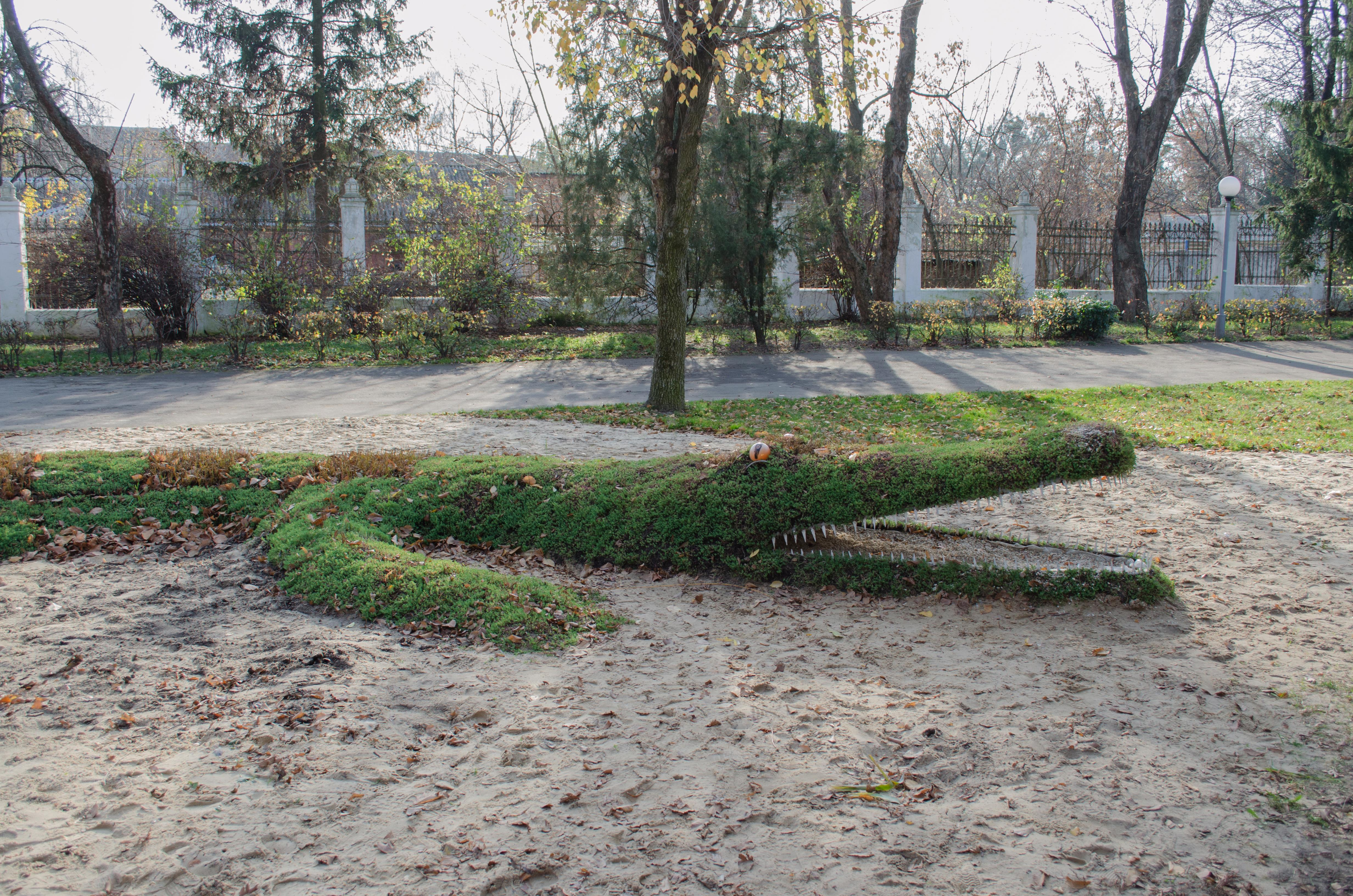
Клумба "Крокодил"
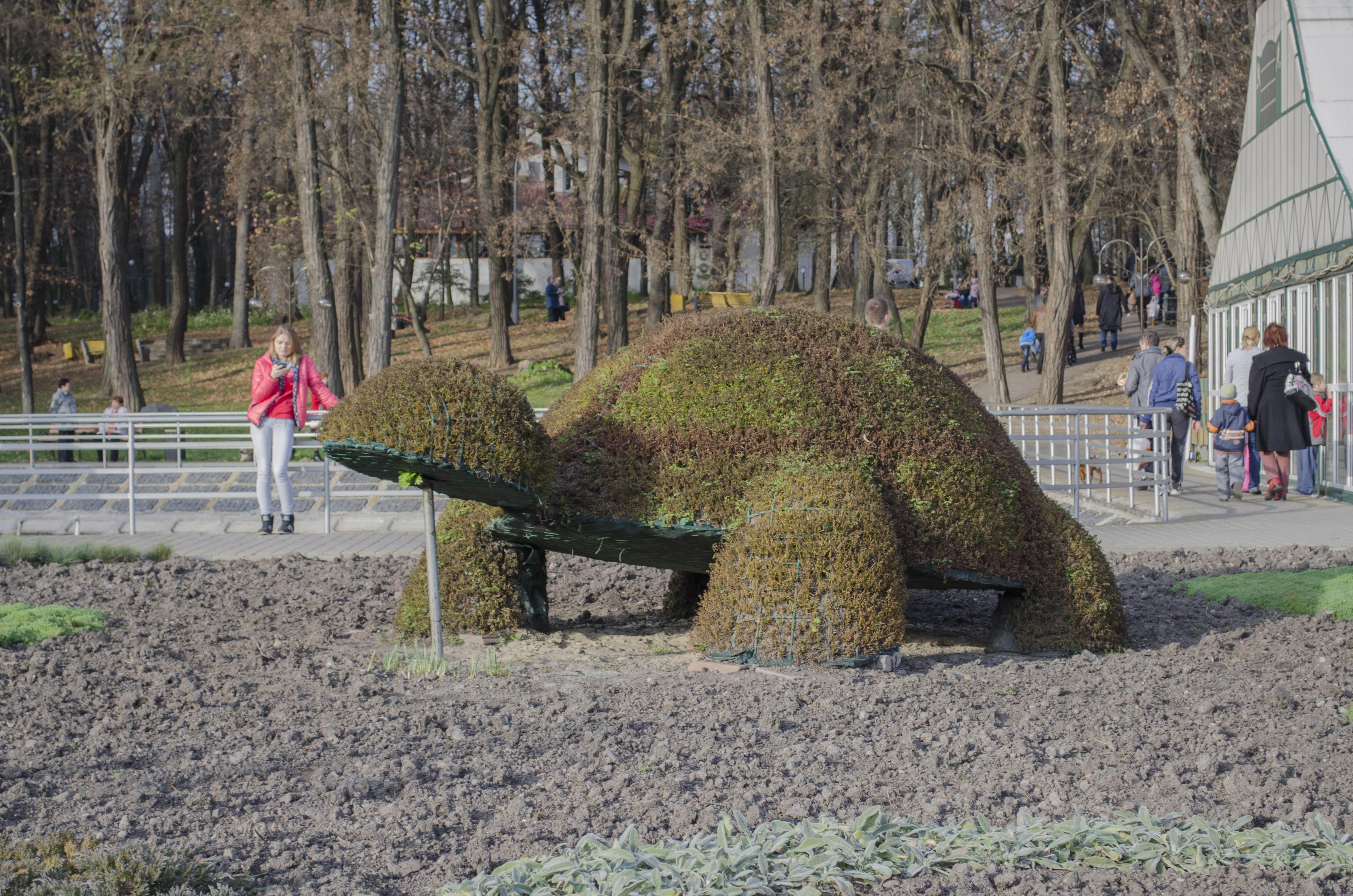
Клумба "Черепаха"
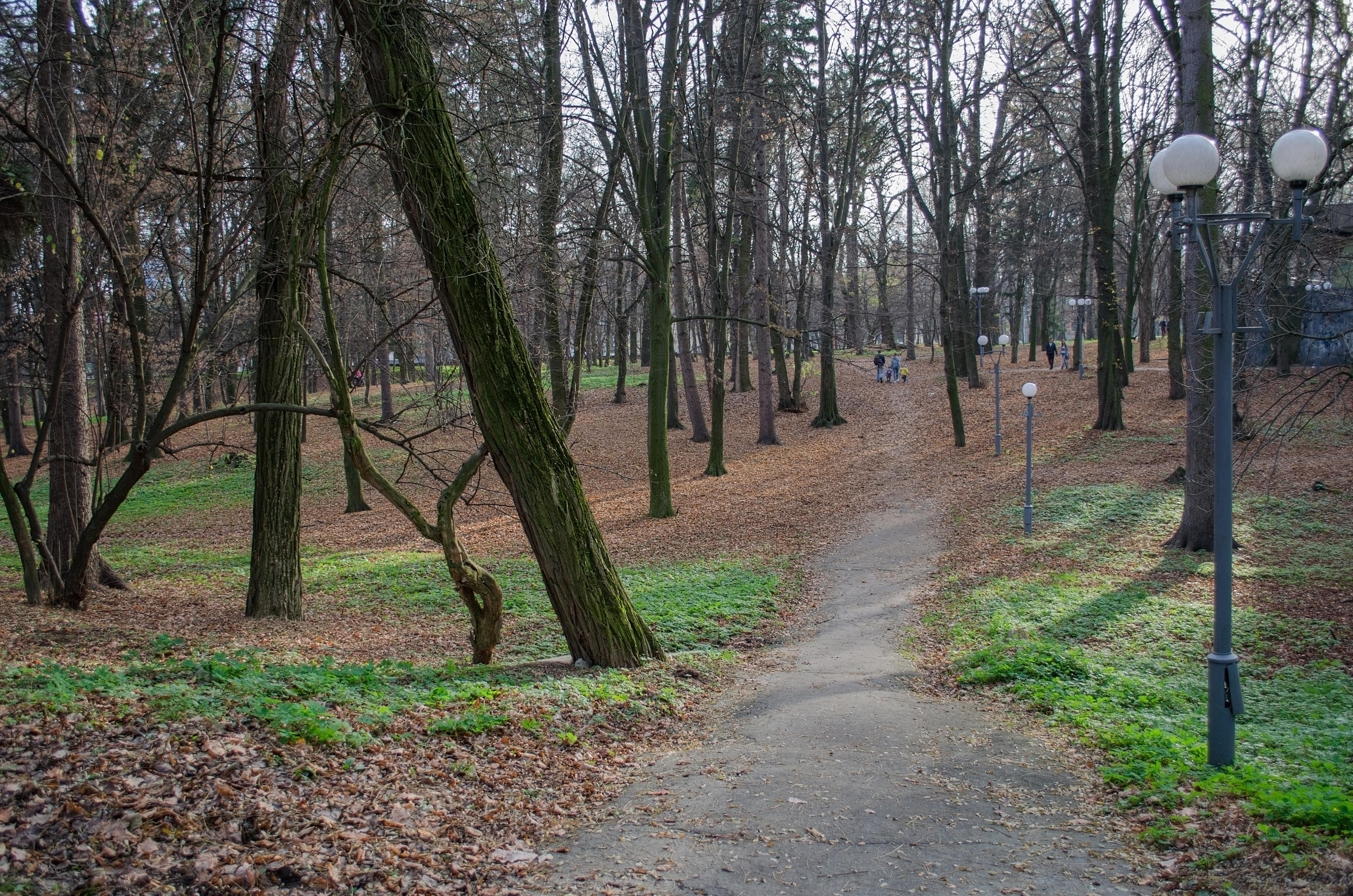
Одна из аллей
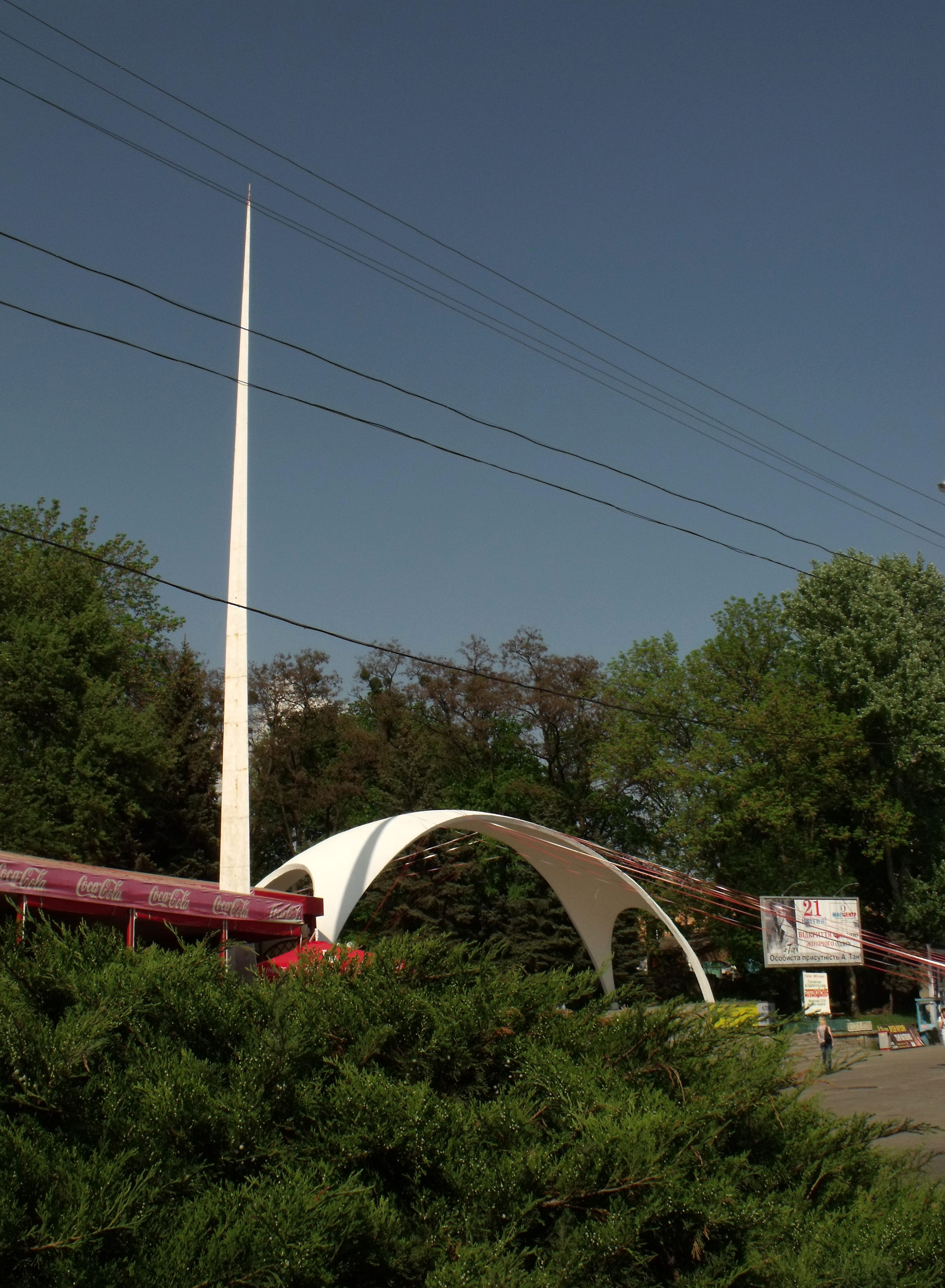
  - Аллея влюбленных
  - Аттракционы
  - Вход с улицы Хлебной
  - Аллея славных земляков
  - Колесо обозрения
  - Вид с колеса обозрения
  - Клумба "Крокодил"
  - Клумба "Черепаха"
  - Одна из аллей